# Беляев, Альберт Андреевич
Альбе́рт Андре́евич Беля́ев (21 февраля 1928 — 22 октября 2017) — советский партийный деятель, писатель, журналист и литературовед. Доктор филологических наук.

## Биография
Родился в 1928 году в семье слесаря по металлу из города Грязи, в 1937 году отец получил 15 лет лагерей и строил железную дорогу Котлас-Воркута. Сам Беляев закончил Архангельское мореходное училище (1949), три года ходил штурманом на судах Мурманского арктического пароходства, затем назначен на должности первого секретаря Мурманского горкома ВЛКСМ (1953—1956). В 1956—1959 годах — 1-й секретарь Мурманского обкома ВЛКСМ. Член ВЛКСМ с 1945 года, член КПСС с 1950 года, член ЦРК. Печатается с 1953 года. Выпустил сборники морских рассказов «В дальнем рейсе» (Мурманск, 1959) и «Море шумит» (Мурманск, 1961).
Окончил заочно факультет иностранных языков Архангельского педагогического института им. Ломоносова (1958) и аспирантуру АОН при ЦК КПСС (1962). Осенью 1961 года был на два месяца направлен руководителем молодежной делегации в США.
С 1962 года по 1966 год — инструктор в секторе художественной литературы отдела культуры ЦК КПСС. Как вспоминает сам Беляев в своей книге «Литература и лабиринты власти»
Меня вдруг вызвали в ЦК КПСС к секретарю ЦК КПСС, члену политбюро М. А. Суслову. Игорь Черноуцан, зав. сектором художественной литературы Отдела культуры ЦК КПСС и член научного совета кафедры теории литературы и искусства Академии общественных наук, сообщил мне, что он рекомендовал меня на работу в сектор художественной литературы. «Веди себя спокойно, не нервничай, — сказал он мне, — Суслов лично следит за подбором кадров в этот сектор, так что не подведи». И вот я у Суслова. Он суховато-вежливо пригласил садиться и, внимательно всматриваясь в меня, сказал: «Говорят, Вы недавно путешествовали по Америке, секретарь ЦК ВЛКСМ товарищ Павлов считает, что вы хорошо там поработали». Я рассказал о поездке, о вопросах, которые задавали на встречах молодые американцы, спорах с ними и о выводах и предложениях, которые мы изложили в отчётной записке в ЦК ВЛКСМ. Сказал, что по горячим следам написал небольшую книжку своих впечатлений об Америке. Рукопись приняли в издательстве «Молодая гвардия».
— А какая тема диссертации у Вас?
Я назвал тему, сказал, что работа близка к завершению, назвал книги американских авторов, о которых идёт речь в диссертации, и описал общую направленность.
— У Отдела культуры ЦК КПСС есть мнение предложить Вам потрудиться инструктором в секторе художественной литературы. Как Вы к этому предложению отнесётесь?
— Это для меня высокая честь. Сумею ли я оправдать доверие? Но Мурманский обком КПСС меня посылал на учёбу в Академию общественных наук с условием, что я вернусь в Мурманск на идеологическую работу. И я не знаю, как мне теперь быть.

Суслов приподнял руку ладонью ко мне и сказал: «Это наша забота, Вас это не должно волновать. С обкомом мы договоримся»
С 1966 по 1972 год — заведующий сектором художественной литературы, с 1973 по 1986 год — заместитель заведующего Отделом культуры ЦК КПСС В. Ф. Шауро, фактический куратор всей советской художественной литературы.
В 1963 году защитил диссертацию на соискание учёной степени кандидата филологических наук по теме «Прогрессивная литература США 30-х годов и современная американская критика».
Член Союза писателей СССР с 1972 года.
В 1976 году защитил диссертацию на соискание учёной степени доктора филологических наук по теме «Идеологическая борьба и литература (Критический анализ американской советологии)». Член Центральной ревизионной комиссии КПСС (1986—1990).
В 1986—1996 годах — главный редактор газеты «Культура» (до 1992 года — «Советская культура»), c февраля 1996 года на пенсии.
В 1999 году в газете «Культура» (№ 21(7181) 17 — 23 июня) была опубликована статья "Кто держал «стремя» «Тихого Дона»?" в которой Беляев отстаивал авторство Шолохова.
Ушел из жизни 22 октября 2017.

## Мнения
Крайне отрицательная характеристика Беляеву сохранилась в мемуарах Станислава Куняева
Альберт Беляев, был одним из самых подлых и мерзких партийных чиновников, которых я видел на своём веку. Хотя бы потому, что он был чистокровным русским северной закваски, со светлыми, чуть рыжеватыми волосами и голубыми глазами, с послужным списком, в котором значилась служба на Северном флоте, с книжонкой рассказов об этой службе, за которую его приняли в Союз писателей. А душа у него была карьеристская и насквозь лакейская

## Награды
- Орден Октябрьской Революции (19.02.1988)[5]
- 3 Ордена Трудового Красного Знамени

## Основные работы
- В дальнем рейсе (Морские рассказы). — Мурманск: Кн. изд-во, 1959. — 56 с., 5 000 экз.
- Море шумит. Рассказы. — Мурманск: Кн. изд-во, 1961. — 104 с., 10 000 экз.
- Смятенные души. — М.: Молодая гвардия, 1962. — 112 с., 65 000 экз.
- Литература США и действительность. — М.: Знание, 1965. — 40 с., 58 800 экз.
- Социальный американский роман 30-х гг. и буржуазная критика. — М.: Высшая школа, 1969. — 95 с., 20 000 экз.
- Чайки садятся на воду (Морские рассказы). — М.: Молодая гвардия, 1969. — 222 с., 65 000 экз.
- Выше нас одно море. — М.: Советская Россия, 1973. — 176 с., 100 000 экз.
- Идеологическая борьба и литература. Критический анализ американской советологии. — М.: Советский писатель, 1975. — 374 с., 25 000 экз.
- Идеологическая борьба и литература. Критический анализ американской советологии. 2-е изд., доп. — М.: Советский писатель, 1977. — 391 с., 20 000 экз.
- Авгуры из Нового и Старого Света. Что и как пишут о нашей стране советологи США и Англии. — М.: Молодая гвардия, 1980. — 95 с., 50 000 экз.
- Идеологическая борьба и литература. Критический анализ американской советологии. 3-е изд., доп. — М.: Советский писатель, 1982. — 462 с., 15 000 экз.
- Вся чернильная рать… Что и как пишут о нашей стране советологи США и Англии. — М.: Молодая гвардия, 1983. — 175 с., 65 000 экз.
- Актуальные проблемы современной идеологической борьбы. Учебное пособие. — М.: [Б. и.], 1985.
- Идеологическая борьба и литература. Критический анализ американской советологии. 4-е изд., испр. и доп. — М.: Художественная литература, 1988. — 445 с., 10 000 экз. — ISBN 5-280-00415-4
- Литература и лабиринты власти: от «оттепели» до перестройки. — М.: [Б. и.], 2009. — 263 с.